# Hokej na lodzie na Zimowych Igrzyskach Olimpijskich 1988
Wyniki turnieju hokeja na lodzie na Zimowych IO w Calgary.

## Wyniki

### Faza wstępna

#### Grupa A
| Lp. | Zespół     | M | W | R | P | G + | G – | +/- | Pkt |
| --- | ---------- | - | - | - | - | --- | --- | --- | --- |
| 1   | Finlandia  | 5 | 3 | 1 | 1 | 22  | 8   | +14 | 7   |
| 2   | Szwecja    | 5 | 2 | 3 | 0 | 23  | 10  | +13 | 7   |
| 3   | Kanada     | 5 | 3 | 1 | 1 | 18  | 13  | +5  | 7   |
| 4   | Szwajcaria | 5 | 3 | 0 | 2 | 19  | 10  | +9  | 6   |
| 5   | Polska     | 5 | 0 | 1 | 4 | 3   | 13  | -10 | 1   |
| 6   | Francja    | 5 | 0 | 0 | 5 | 10  | 47  | -37 | 0   |

| Data      | Drużyny               | Wynik |
| --------- | --------------------- | --- |
| 14 lutego | Szwecja- Francja      | 13-2(1-1,9-1,3-0)                                                                                                 |
| 14 lutego | Kanada- Polska        | 1-0(1-0,0-0,0-0)                                                                                                  |
| 14 lutego | Finlandia- Szwajcaria | 1-2(0-2,0-0,1-0)                                                                                                  |
| 16 lutego | Szwecja- Polska       | 1-1(0-0,1-1,0-0), gol: Jarosław Morawiecki                                                                        |
| 16 lutego | Kanada- Szwajcaria    | 4-2(0-0,1-1,3-1)                                                                                                  |
| 16 lutego | Finlandia- Francja    | 10-1(4-0,4-0,2-1)                                                                                                 |
| 18 lutego | Polska- Francja       | *6-2(1-0,1-0,4-2), gole: Jerzy Christ 2, Roman Steblecki, Krystian Sikorski, Andrzej Świątek, Jarosław Morawiecki |
| 18 lutego | Szwecja- Szwajcaria   | 4-2(3-0,1-1,0-1)                                                                                                  |
| 18 lutego | Kanada- Finlandia     | 1-3(0-3,1-0,0-0)                                                                                                  |
| 20 lutego | Szwecja- Finlandia    | 3-3(1-0,2-2,0-1)                                                                                                  |
| 20 lutego | Kanada- Francja       | 9-5(7-3,0-1,2-1)                                                                                                  |
| 20 lutego | Szwajcaria- Polska    | 4-1(4-0,0-0,0-1), gol: Marek Stebnicki                                                                            |
| 22 lutego | Finlandia- Polska     | 5-1(1-1,2-0,2-0), gol: Ireneusz Pacula                                                                            |
| 22 lutego | Kanada- Szwecja       | 2-2(1-1,0-1,1-0)                                                                                                  |
| 22 lutego | Szwajcaria- Francja   | 9-0(1-0,3-0,5-0)                                                                                                  |

- Po kontroli dopingowej okazało się, że Jarosław Morawiecki miał dodatni wynik testu antydopingowego, po którym został zdyskwalifikowany, a wynik spotkania Polska-Francja (6:2) anulowano[7]. Wynik został zweryfikowany na 0:2 na niekorzyść Polski.

#### Grupa B
| Lp. | Zespół            | M | W | R | P | G + | G – | +/- | Pkt |
| --- | ----------------- | - | - | - | - | --- | --- | --- | --- |
| 1   | ZSRR              | 5 | 5 | 0 | 0 | 32  | 10  | +22 | 10  |
| 2   | RFN               | 5 | 4 | 0 | 1 | 19  | 12  | +7  | 8   |
| 3   | Czechosłowacja    | 5 | 3 | 0 | 2 | 23  | 14  | +9  | 6   |
| 4   | Stany Zjednoczone | 5 | 2 | 0 | 3 | 27  | 27  | 0   | 4   |
| 5   | Austria           | 5 | 0 | 1 | 4 | 12  | 29  | -17 | 1   |
| 6   | Norwegia          | 5 | 0 | 1 | 4 | 11  | 32  | -21 | 1   |

| Data      | Drużyny                           | Wynik             |
| --------- | --------------------------------- | ----------------- |
| 13 lutego | Czechosłowacja- RFN               | 1-2(1-0,0-1,0-1)  |
| 13 lutego | ZSRR- Norwegia                    | 5-0(0-0,3-0,2-0)  |
| 13 lutego | Stany Zjednoczone- Austria        | 10-6(2-1,4-0,4-5) |
| 15 lutego | RFN- Norwegia                     | 7-3(2-0,3-1,2-2)  |
| 15 lutego | ZSRR- Austria                     | 8-1(3-1,5-0,0-0)  |
| 15 lutego | Czechosłowacja- Stany Zjednoczone | 7-5(1-3,2-1,4-1)  |
| 17 lutego | RFN- Austria                      | 3-1(1-1,1-0,1-0)  |
| 17 lutego | Czechosłowacja- Norwegia          | 10-1(1-0,5-0,4-1) |
| 17 lutego | ZSRR- Stany Zjednoczone           | 7-5(2-0,4-2,1-3)  |
| 19 lutego | Czechosłowacja- Austria           | 4-0(2-0,1-0,1-0)  |
| 19 lutego | ZSRR- RFN                         | 6-3(2-1,2-1,2-1)  |
| 19 lutego | Stany Zjednoczone- Norwegia       | 6-3(1-0,3-2,2-1)  |
| 21 lutego | ZSRR- Czechosłowacja              | 6-1(2-0,3-0,1-1)  |
| 21 lutego | Austria- Norwegia                 | 4-4(1-1,1-2,2-1)  |
| 21 lutego | RFN- Stany Zjednoczone            | 4-1(2-0,0-0,2-1)  |

### Rywalizacja o miejsca 7-12
Mecz o 11. miejsce
| 23 lutego | Francja- Norwegia | dogr. 7-6(0-2,3-3,3-1,1-0) |

Mecz o 9. miejsce
| 23 lutego | Austria- Polska | 3-2(0-1,3-1,0-0), gole: Jan Stopczyk, Andrzej Kądziołka |

Mecz o 7. miejsce
| 25 lutego | Stany Zjednoczone- Szwajcaria | 8-4(2-1,3-0,3-3) |

### Szóstka finałowa
Trzy najlepsze drużyny z obu grup zagrały ze sobą w sześciozespołowej grupie o tytuł olimpijski. Do tabeli finałowej szóstki zostały zaliczone spotkania z rundy wstępnej. 
Spotkania zaliczone: 
- Kanada 1-3 Finlandia
- Szwecja 3-3 Finlandia
- Kanada 2-2 Szwecja
- Czechosłowacja 1-2 RFN
- ZSRR 6-3 RFN
- ZSRR 6-1 Czechosłowacja

| Lp. | Zespół         | M | W | R | P | G + | G – | +/- | Pkt |
| --- | -------------- | - | - | - | - | --- | --- | --- | --- |
| 1   | ZSRR           | 5 | 4 | 0 | 1 | 25  | 7   | +18 | 8   |
| 2   | Finlandia      | 5 | 3 | 1 | 1 | 18  | 10  | +8  | 7   |
| 3   | Szwecja        | 5 | 2 | 2 | 1 | 15  | 16  | -1  | 6   |
| 4   | Kanada         | 5 | 2 | 1 | 2 | 17  | 14  | +3  | 5   |
| 5   | RFN            | 5 | 1 | 0 | 4 | 8   | 24  | -16 | 2   |
| 6   | Czechosłowacja | 5 | 1 | 0 | 4 | 12  | 22  | -10 | 2   |

| Data      | Drużyny                   | Wynik            |
| --------- | ------------------------- | ---------------- |
| 24 lutego | Finlandia- RFN            | 8-0(3-0,3-0,2-0) |
| 24 lutego | Szwecja- Czechosłowacja   | 6-2(0-1,3-0,3-1) |
| 24 lutego | Kanada- ZSRR              | 0-5(0-0,0-2,0-3) |
| 26 lutego | Kanada- RFN               | 8-1(1-0,4-1,3-0) |
| 26 lutego | ZSRR- Szwecja             | 7-1(4-0,1-1,2-0) |
| 26 lutego | Finlandia- Czechosłowacja | 2-5(0-1,1-2,1-2) |
| 27 lutego | Kanada- Czechosłowacja    | 6-3(3-1,1-2,2-0) |
| 28 lutego | Szwecja- RFN              | 3-2(0-1,1-1,2-0) |
| 28 lutego | ZSRR- Finlandia           | 1-2(0-0,1-1,0-1) |

## Statystyki
- Klasyfikacja strzelców –  Władimir Krutow,  Corey Millen,  Dušan Pašek (ex aequo): 6 goli
- Klasyfikacja asystentów –  Władimir Krutow,  Wiaczesław Fietisow,  Igor Łarionow (ex aequo): 9 asyst
- Klasyfikacja kanadyjska –  Władimir Krutow: 15 punktów

## Medaliści
| Złoto | Srebro | Brąz |
| ZSRR | Finlandia | Szwecja |
| Ilja Biakin Jewgienij Biełoszejkin Wiaczesław Bykow Andriej Chomutow Aleksandr Czornych Wiaczesław Fietisow Aleksiej Gusarow Siergiej Jaszyn Walerij Kamienski Aleksiej Kasatonow Aleksandr Kożewnikow Igor Krawczuk Władimir Krutow Igor Łarionow Andriej Łomakin Siergiej Makarow Aleksandr Mogilny Siergiej Mylnikow Witalij Samojłow Anatolij Siemionow Igor Stielnow Siergiej Starikow Siergiej Swietłow Trenerzy: Wiktor Tichonow Władimir Jurzinow Igor Dmitriew | Timo Blomqvist Kari Eloranta Raimo Helminen Iiro Järvi Esa Keskinen Erkki Laine Jyrki Lumme Kari Laitinen Erkki Lehtonen Reijo Mikkolainen Jarmo Myllys Teppo Numminen Janne Ojanen Arto Ruotanen Reijo Ruotsalainen Simo Saarinen Kai Suikkanen Timo Susi Jukka Tammi Jari Torkki Pekka Tuomisto Jukka Virtanen Trener: Pentti Matikainen Hannu Jortikka | Mikael Andersson Peter Andersson Peter Åslin Bo Berglund Jonas Bergqvist Anders Bergman Thom Eklund Anders Eldebrink Peter Eriksson Thomas Eriksson Michael Hjälm Lars Ivarsson Mikael Johansson Lars Karlsson Mats Kihlström Peter Lindmark Lars Molin Jens Öhling Lars-Gunnar Pettersson Thomas Rundqvist Tommy Samuelsson Ulf Sandström Håkan Södergren Trenerzy: Tommy Sandlin Curt Lindström |

## Klasyfikacja końcowa
- 1. ZSRR
- 2. Finlandia
- 3. Szwecja
- 4. Kanada (gospodarz)
- 5. RFN
- 6. Czechosłowacja
- 7. Stany Zjednoczone
- 8. Szwajcaria
- 9. Austria
- 10. Polska
- 11. Francja
- 12. Norwegia